# Kurt Goth
Kurt Goth (* 17. Dezember 1926; † 14. August 1990) war ein deutscher Fußballtorwart.

## Karriere
Kurt Goth kam über die beiden Vereine VfR Heilbronn und SpVgg Neckargartach, welche in der Landesliga Württemberg spielten zu den Sportfreunden Stuttgart. Dort hütete er in der Oberliga Süd in 33 Spielen das Tor der Sportfreunde. Doch schon eine Spielzeit wechselte er zur SpVgg Fürth, mit der er in der ersten Saison den Aufstieg in die Oberliga Süd feierte. In der Folgesaison 1949/50 konnte er sich mit den Fürthern für die Endrunde um die deutsche Meisterschaft qualifizieren und absolvierte in dieser drei Spiele. Danach kehrte er nach Stuttgart zurück und war fortan in der 2. Oberliga Süd für die Stuttgarter Kickers aktiv. Auch hier gelang ihm in seiner ersten Spielzeit der Aufstieg in die höchste Spielklasse. Beim Auswärtsspiel am 13. Januar 1952 gegen Eintracht Frankfurt musste Goth in der 52. Minute verletzt den Platz verlassen. Für ihn ging der Feldspieler Siegfried Kronenbitter ins Tor. Im Laufe dieser Saison kam Goth zu keinem weiteren Einsatz und wurde von Gerhard Bechtold vertreten, der auch in der darauffolgenden Saison sich auf der Torhüterposition behauptete und Goth nur noch zu drei weiteren Einsätzen für die Kickers kam. Somit wechselte er nach Bayern zur SpVgg Erlangen, wo er für zehn Jahre noch als Spielertrainer tätig war.